# Désiré Bastin
Désiré Bastin, född 4 mars 1900 i Antwerpen, död 18 april 1971, var en belgisk fotbollsspelare.
Bastin blev olympisk guldmedaljör i fotboll vid sommarspelen 1920 i Antwerpen.